# Eucalyptus roycei
Eucalyptus roycei là một loài thực vật có hoa trong Họ Đào kim nương. Loài này được S.G.M.Carr, D.J.Carr & A.S.George mô tả khoa học đầu tiên năm 1970.